# Brania
Brania is een geslacht van borstelwormen uit de familie van de Syllidae. Erinaceusyllis werd voor het eerst wetenschappelijk beschreven door Quatrefages in 1866.

## Soorten
- Brania arenacea Rioja, 1943
- Brania arminii (Langerhans, 1881)
- Brania articulata Hartmann-Schröder, 1982
- Brania atokalis (Czerniavsky, 1881)
- Brania brevipharyngea Banse, 1972
- Brania furcelligera (Augener, 1913)
- Brania gallagheri Perkins, 1981
- Brania glandulosa Hartmann-Schröder, 1980
- Brania jonssonii (Sæmundsson, 1918)
- Brania longisetis (Fauvel, 1919)
- Brania nitidula (Verrill, 1900)
- Brania nutrix (Monro, 1936)
- Brania pusilla (Dujardin, 1851)
- Brania pusilloides (Haswell, 1920)
- Brania robusta Rullier, 1973
- Brania rugulosa (Verrill, 1900)
- Brania russelli Ruíz-Ramírez & Salazar-Vallejo, 2001
- Brania uebelackerae Ruíz-Ramírez & Salazar-Vallejo, 2001
- Brania wellfleetensis Pettibone, 1956
- Brania westheidei Ruíz-Ramírez & Salazar-Vallejo, 2001

### Nomen dubium
- Brania adspersa (Grube, 1868)
- Brania jonssonii Saemundsson, 1918

### Synoniemen
- Brania balani (Hartmann-Schröder, 1960) => Salvatoria balani (Hartmann-Schröder, 1960)
- Brania californiensis Kudenov & Harris, 1995 => Salvatoria californiensis (Kudenov & Harris, 1995)
- Brania clavata (Claparède, 1863) => Salvatoria clavata (Claparède, 1863)
- Brania concinna Westheide, 1974 => Salvatoria concinna (Westheide, 1974)
- Brania heterocirra Rioja, 1941 => Salvatoria heterocirra (Rioja, 1941)
- Brania horrocksensis Hartmann-Schröder, 1981 => Erinaceusyllis horrocksensis (Hartmann-Schröder, 1981)
- Brania kerguelensis (McIntosh, 1885) => Salvatoria kerguelensis McIntosh, 1885
- Brania limbata (Claparède, 1868) => Salvatoria limbata (Claparède, 1868)
- Brania longisetosa Hartmann-Schröder, 1979 => Salvatoria longisetosa (Hartmann-Schröder, 1979)
- Brania mediodentata Westheide, 1974 => Salvatoria mediodentata (Westheide, 1974)
- Brania oculata (Hartmann-Schröder, 1960) => Brania arminii (Langerhans, 1881)
- Brania opisthodentata Hartmann-Schröder, 1979 => Salvatoria opisthodentata (Hartmann-Schröder, 1979)
- Brania quadrioculata (Augener, 1913) => Salvatoria quadrioculata (Augener, 1913)
- Brania rhopalophora (Ehlers, 1897) => Salvatoria rhopalophora (Ehlers, 1897)
- Brania subterranea (Hartmann-Schröder, 1956) => Salvatoria neapolitana (Goodrich, 1930)
- Brania swedmarki Gidholm, 1962 => Salvatoria swedmarki (Gidholm, 1962)
- Brania tenuicirrata (Claparède, 1864) => Salvatoria tenuicirrata (Claparède, 1864)